# Red de Museos Etnológicos Locales
La Red de Museos Etnológicos Locales, es una red creada en el 24 de enero de 2017, con la coordinación del Museo Valenciano de Etnología, y se presentó al público el 8 de febrero de ese mismo año en el Museo de la Rajoleria de Paiporta, con la presencia de Xavier Rius, Diputado de Cultura; de Francesc Tamarit, director del Museo Valenciano de Etnología; así como de los alcaldes y concejales de cultura y los responsables del museos etnológicos locales, que constituirán parte de esta Red de Museo Etnológicos Locales.

## Antecedentes
La  creación de esta red de museos fue decisión de la Junta de Gobierno de la Diputación de Valencia, con el objetivo de dar lugar a una estructura cultural de cooperación, asesoramiento y formación, para romper el aislamiento que sufren los museos locales, creándose un espacio de comunicación y cooperación compartido.

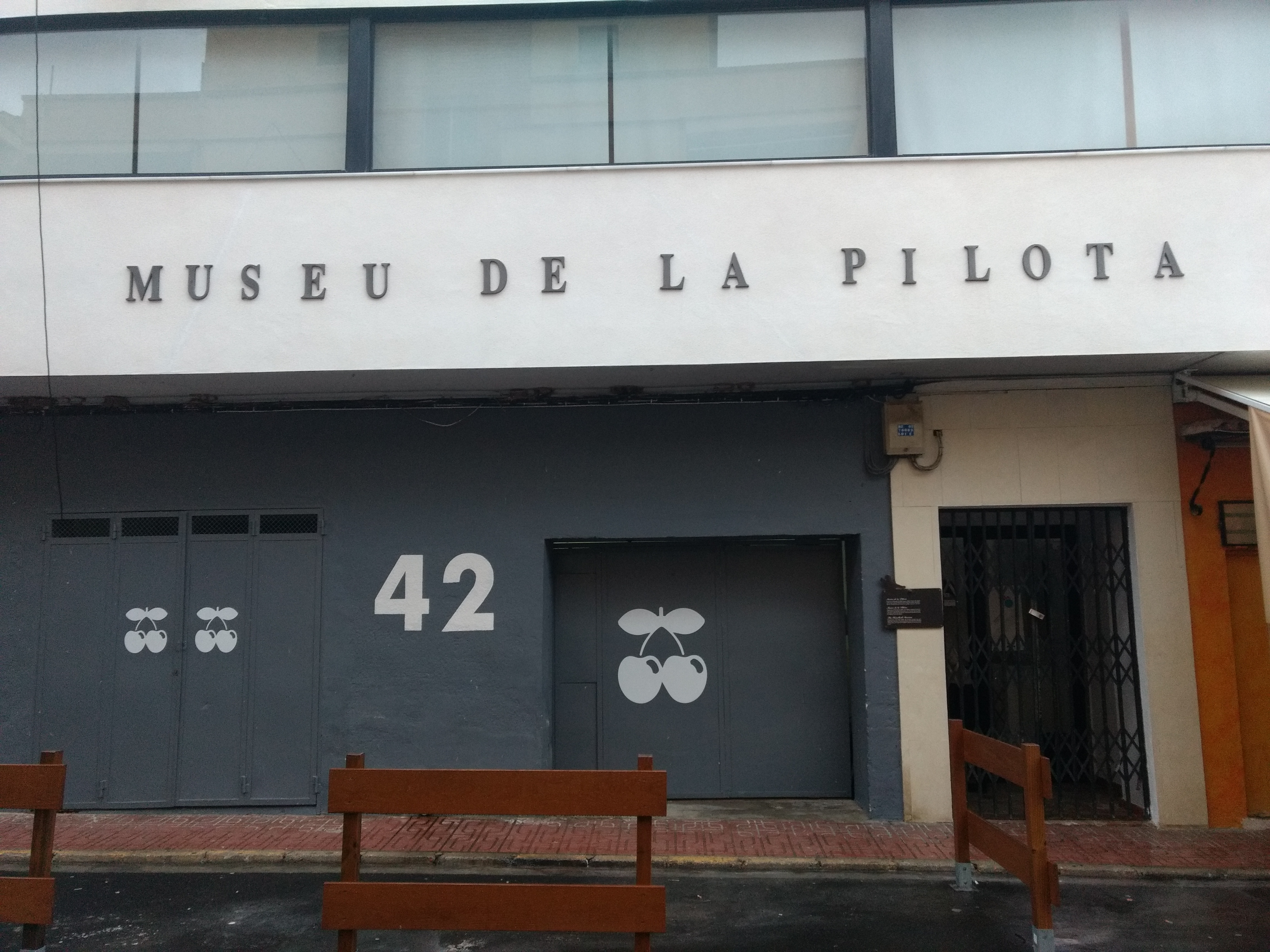
Museo de la Pilota. Genovés.

La coordinación de esta red de museos queda en manos del Museo Valenciano de Etnología, ya que éste es considerado un museo de referencia en la Comunidad Valenciana en el terreno de la cultura tradicional y popular, con experiencia en el asesoramiento y cooperación dirigida a estos museos etnológicos locales, a lo que ha estado apoyando y a los que ha contribuido a mejorar la capacitación profesional de sus directores y responsables técnicos mediante la realización de diferentes jornadas formativas; actividades que a partir del año 2018 se han complementado con una línea de subvenciones a los programas y actividades de estos museos.

## Objetivos
Con la creación de esta Red se intentó consolidar un espacio de comunicación entre los museos etnológicos locales y el museo coordinador de la red, tratando de romper con el aislamiento de los profesionales de este sector. Al tiempo se intenta crear un marco adecuado para el intercambio de experiencias y de buenas prácticas, con propuestas de formación y reciclaje profesional, potenciando y ampliando las competencias del personal de este tipo de museos. Todo esto llevaría a la cooperación entre estos museos etnológicos locales lo cual rentabilizaría las inversiones en exposiciones temporales, exposiciones itinerantes, formación, materiales didácticos...; y se intentaría mejorar la financiación de las actividades de estos museos.

## Servicios que ofrece a los museos participantes
La Red ofrece a los museos afiliados, formación (seminarios y jornadas), Asesoramiento (estudios y proyectos museográficos, asesoramiento en  marketing  y comunicación) y Cooperación (inventario y catalogación de fondo de las colecciones de los museos, almacén de préstamo de aquellos materiales de uso común en los museos, exposiciones itinerantes, coordinación de actividades comunes, edición de catálogos, etc.) para lograr los objetivos mencionados anteriormente.

## Lista de Museos que integran la Red
Los museos locales que en febrero de 2018 formaban parte de la Red de Museos etnológicos locales son:
| Museo                                                                | Localidad           | Comarca              | Logo y fecha de anexión a la red | Wikidata   | Imagen |
| -------------------------------------------------------------------- | ------------------- | -------------------- | -------------------------------- | ---------- | ------ |
| Museo Etnológico de Ador                                             | Ador                | Safor                | 7 de abril de 2017               | Q11938050  |        |
| Molí Fariner de Agullent                                             | Agullent            | Valle de Albaida     |                                  | Q          |        |
| Museu Internacional de Titelles d'Albaida (MITA)                     | Albaida             | Valle de Albaida     |                                  | Q          |        |
| Museo Internacional del Toque Manual de Campanas de Albaida.(MITMAC) | Albaida             | Valle de Albaida     | 27 de febrero de 2017            | Q          |        |
| Museo del Palmito de Aldaya.                                         | Aldaya              | Huerta Sur           | 13 de marzo de 2017              | Q          |        |
| Museo de la Huerta de Almácera.                                      | Almácera            | Huerta Norte         | 2 de mayo de 2017                | Q          |        |
| Museo Etnológico de Alpuente.                                        | Alpuente            | Los Serranos         | 28 de abril de 2017              | Q          |        |
| Museo Municipal de Alcira.                                           | Alcira              | Ribera Alta          | 29 de marzo de 2017              | Q11938057  |        |
| Ecomuseo de Aras de Los Olmos.                                       | Aras de los Olmos   | Los Serranos         | 22 de febrero de 2017            | Q          |        |
| Museo de las Artesanías de Atzaneta de Albaida.                      | Adzaneta de Albaida | Valle de Albaida     | 21 de marzo de 2017              | Q124336552 |        |
| Ecomuseo de Bicorp.                                                  | Bicorp              | Canal de Navarrés    | 7 de marzo de 2017               | Q          |        |
| Museo Etnológico de Enguera.                                         | Enguera             | La Canal de Navarrés | 9 de marzo de 2017               | Q          |        |
| Museo Fallero de Gandía                                              | Gandía              | Safor                |                                  | Q          |        |
| Museo de la Pilota de Genovés.                                       | Genovés             | La Costera           | 22 de febrero de 2017            | Q          |        |
| Colección Museográfica del Vidrio de L'Olleria .                     | Ollería             | Valle de Albaida     |                                  | Q          |        |
| Museo de la Casa del Pou de Llosa de Ranes.                          | Llosa de Ranes      | La Costera           |                                  | Q          |        |
| Museo Histórico Etnológico de Fuente la Higuera.                     | Fuente la Higuera   | La Costera           | 30 de marzo de 2017              | Q          |        |
| Museo Etnológico La Casa Gran de La Puebla de Vallbona.              | Puebla de Vallbona  | Campo de Turia       |                                  | Q          |        |
| Museo Etnológico de Luís Perales de Llanera de Ranes                 | Llanera de Ranes    | La Costera           | 8 de febrero de 2017             | Q          |        |
| Museo Etnológico de Valle de Albaida                                 | Benisoda            | Valle de Albaida     | 2 de marzo de 2017               | Q          |        |
| Museo de Cerámica de Manises.                                        | Manises             | Huerta Sur           | 30 de mayo de 2017               | Q          |        |
| Museo de la Miel de Montroy.                                         | Montroy             | Ribera Alta          | 20 de septiembre de 2017         | Q          |        |
| Museo de la Rajoleria de Paiporta.                                   | Paiporta            | Huerta Sur           | 3 de marzo de 2017               | Q          |        |
| Museo Municipal de Paterna.                                          | Paterna             | Huerta Norte         | 30 de marzo de 2017              | Q          |        |
| Museo Etnológico Ángel Domínguez de Potríes.                         | Potríes             | Safor                | 29 de marzo de 2017              | Q          |        |
| Museo del Agua (Cuartell).                                           | Cuartell            | Campo de Murviedro   | 6 de abril de 2017               | Q126925301 |        |
| Museo Municipal de Requena.                                          | Requena             | Requena-Utiel        | 9 de febrero de 2017             | Q          |        |
| Almazara del Conde en Sot de Chera.                                  | Sot de Chera        | Los Serranos         | 15 de febrero de 2017            | Q          |        |
| Museo comarcal de la Huerta Sur de Torrente.                         | Torrente            | Huerta Sur           | 20 de febreroo de 2017           | Q          |        |
| Museo Municipal de Utiel.                                            | Utiel               | Requena-Utiel        | 3 de abril de 2017               | Q          |        |
| Museo Valenciano de Etnología                                        | Valencia            | Valencia             | 3 de abril de 2017               | Q          |        |
| Centro de Interpretación del Torico (CIT)                            | Chiva               | Hoya de Buñol-Chiva  |                                  | Q          |        |
| Colección Musoegráfica de Yátova                                     | Yátova              | Hoya de Buñol-Chiva  |                                  | Q          |        |
|                                                                      |                     |                      |                                  |            |        |